# Watch on the Rhine
Watch on the Rhine (Alternativtitel: Die Wacht am Rhein, auch: Vor der Entscheidung) ist ein US-amerikanisches Filmdrama aus dem Jahr 1943, das die Themen Spionage und Nationalsozialismus behandelt. Das Drehbuch basiert auf dem gleichnamigen Theaterstück von Lillian Hellman.

## Handlung
Der Deutsche Kurt Müller ist mit der US-Amerikanerin Sara verheiratet. Das Paar hat drei Kinder – Joshua, Babette und Bodo. Die Familie reist 1940 über Mexico in die USA, um Saras Familie zu besuchen. In Washington wird Sara, die ihre Familie seit 17 Jahren nicht gesehen hat, von ihrem Bruder David Farrelly und ihrer Mutter Fanny erwartet. Fanny hat weitere Gäste im Haus. Neben der guten Freundin Anise ist auch der rumänische Graf Teck de Brancovis mit seiner amerikanischen Frau Marthe zu Gast.
Kurt, ein ehemaliger Ingenieur, hat sich in Deutschland der Widerstandsbewegung gegen das Nazi-Regime angeschlossen. Sara erklärt ihrer Mutter, was Kurt gemacht hat, und dass er dringend der Ruhe bedürfe. Kurt weiß jedoch nicht, dass der rumänische Graf mit den Nazis sympathisiert. Marthe hat sich in David verliebt, beantwortet aber dessen Fragen über Kurt nicht. Zur gleichen Zeit durchsucht der Graf das Zimmer der Müllers und findet dort einen verschlossenen Aktenkoffer. Er bricht ihn auf und findet eine Waffe und Geld.
Sara bemerkt den aufgebrochenen Aktenkoffer. Kurz danach erfährt sie von der Verhaftung des Widerstandskämpfers Max Freidech. Der Graf und seine Frau fahren zu einem Abendessen in die deutsche Botschaft. Sara informiert Fanny und David, dass sie und ihr Mann Geld transportieren, das für den deutschen Untergrund bestimmt ist. Kurt will zurück nach Deutschland, um Max zu helfen, der ihn zuvor vor der Gestapo gerettet hat. Joshua will seinen Vater begleiten, doch der weist ihn zurück, mit den Worten, seine Zeit würde später kommen.
Der Graf kehrt mit seiner Frau von dem Empfang zurück. Marthe will sich von ihrem Mann trennen. Teck weiß, dass Kurt in Gefahr sein wird, sollten die Nazis von seiner Rückkehr nach Deutschland erfahren. Für sein Stillschweigen fordert er 10.000 Dollar. Kurt weigert sich, zu zahlen, doch David und Fanny willigen ein. Als die beiden den Raum verlassen, zieht Kurt seine Waffe und führt den Grafen nach draußen, wo er ihn tötet. Fanny und David kommen zurück, Kurt gesteht ihnen seine Tat. Er bittet sie um zwei Tage Aufschub, bevor sie die Polizei benachrichtigen. Beide verstehen, in welcher Gefahr Kurt schwebt, und übergeben ihm das für den Grafen gedachte Geld.
Als nach einer Weile immer noch keine Nachricht von Kurt angekommen ist, erklärt Joshua, nach seinem achtzehnten Geburtstag nach ihm suchen zu wollen. Sara will nicht auch noch ihren Sohn verlieren, doch sie verspricht, mutig zu sein, sobald es die Umstände verlangen.

## Kritik
Das Lexikon des internationalen Films sieht in dem Werk eine „spannende Verfilmung eines Broadway-Bühnenerfolgs von 1940, die allerdings die politischen Realitäten in Europa zu Gunsten der menschlichen Konflikte grob vereinfacht“.
Bosley Crowther von der New York Times beschrieb den Film als „gefühlvoll, stark und schön“.
Die Variety lobte die Produktion als hervorragenden Film, besser als die starke Bühnenversion. Der Film behandele das Thema weiterführender und tiefer. Und das werde mit enormen Geschick und leidenschaftlicher Beurteilung getan.

## Auszeichnungen
1944 gewann Paul Lukas den Oscar in der Kategorie Bester Hauptdarsteller. Weitere Nominierungen gab es in den Kategorien Bester Film, Beste Nebendarstellerin (Lucile Watson) und Bestes adaptiertes Drehbuch.
Paul Lukas gewann zwei weitere Filmpreise. Als bester Darsteller erhielt er den Golden Globe in der Kategorie Bester Hauptdarsteller (Drama) und den NYFCC-Award. Einen weiteren NYFCC-Award gab es in der Kategorie Bester Film.

## Hintergrund
Die Uraufführung fand am 27. August 1943 statt. In Deutschland erschien der Film erstmals 1977 in den Kinos – in der Originalversion mit deutschen Untertiteln. Bei späteren TV-Ausstrahlungen wurde er unter dem Titel Die Wacht am Rhein ausgestrahlt. Lillian Hellman offenbarte 1968 in einem Interview, dass sie dem Helden des Stücks – Kurt Müller – in Spanien begegnet sei, obwohl natürlich vor der Niederschrift im August 1939 die Figur Veränderungen erfahren habe. Die Verfilmung war gewissermaßen jenem Otto Katz gewidmet, über den es im Vorspann heißt, er habe zu den Leuten gehört, die von Anfang an gegen diese große Tragödie kämpften.
In den USA spielte die Produktion der Warner Bros. 2,5 Millionen US-Dollar ein.
Die Ausstattung des Films übernahmen Carl Jules Weyl als Art-Director und Julia Heron als Set-Decorator; die Kostüme stammten von Orry-Kelly.
Das Bühnenstück feierte am 1. April 1941 Premiere am Broadway und wurde 378-mal aufgeführt. In der Filmadaption wiederholten Paul Lukas, George Coulouris, Lucile Watson und Eric Roberts ihre Bühnenrollen. Filmregisseur Herbert Shumlin war der Produzent und Regisseur des Bühnenstücks; für ihn war es das Debüt als Filmregisseur.
Paul Lukas war ein angesehener Theaterschauspieler. Er konnte in Stummfilmen überzeugen und suchte nach dem Aufkommen des Tonfilms sein Glück beim Theater, weil es ihm nicht gelungen war, in Hollywood ein Star zu werden. Produzent Wallis brauchte einen kassenträchtigen Namen. Seine Wahl fiel auf Bette Davis, die allerdings noch an dem Film Reise aus der Vergangenheit arbeitete. Regisseur Shumlin schlug Margaret Sullavan und Helen Hayes als Ersatz vor, doch Sullavan wollte zurück ans Theater, während Hayes und Lukas keine großen Namen hatten. Wallis wollte Irene Dunne verpflichten; diese lehnte das Angebot aber als „zu unwichtig“ ab. Eine Verletzung des Drehbuchautors Hammett verzögerte die Produktion. Nun war Bette Davis auch verfügbar. Sie fand den Film wichtig und nahm die Rolle gerne an. Da sie eine Nebenrolle spielte, wollte sie, dass Lukas als Hauptdarsteller an erster Stelle auf den Plakaten genannt wurde. Die Publicity-Abteilung von Warner sah in Davis aber den kassenträchtigeren Namen. Ihr Name trug dazu bei, dass der Film zu einem der größten Erfolge des Jahres 1943 wurde.